# Caroline Schaffalitzky de Muckadell
Caroline Schaffalitzky de Muckadell (født 1972) er uddannet cand. phil. i filosofi ved det tidligere Odense Universitet, nu kendt som Syddansk Universitet. Herfra er hun også PhD i filosofi og nu ansat som lektor med bl.a. religionsfilosofi som felt. I 2002 fik hun undervisningsprisen fra Det Humanistiske Fakultet ved Syddansk Universitet.

## Artikler
- "Turist-guide? Anmeldelse af Nils Gunder-Hansen’s En afgrund af tillid", Kritik, 134, 1998.
- "Filosofiske øvelser", Ugeskrift for læger, Årg. 162, nr. 22, s. 3205 – 3206, 2000.
- "Anmeldelse af Simon Sjørup Simonsen’s Sundhedens filosofi", Filosofi.net, 2001.
- "Hvad pokker skal man gøre?", Moment, nr. 3, 2004.
- "Tørklæde: Frihed eller undertrykkelse", Information, 10/4, 2006.
- "Darwin eller intelligent design i skolen?", Fyns Stiftstidende, 5/6, 2007.